# أندري دييف
أندري دييف (مواليد 20 يناير 1978) هو مبارز بالسيف روسي، مثّل بلاده في الألعاب الأولمبية الصيفية 2000.

## روابط خارجية
أندري دييف على موقع الاتحاد الدولي للمبارزة (الإنجليزية)
- أندري دييف على موقع الاتحاد الأوروبي للمبارزة (الإنجليزية)
- أندري دييف على موقع الاتحاد الروسي للمبارزة (الروسية)
- أندري دييف على موقع اللجنة الأولمبية الدولية (الإنجليزية)
- أندري دييف على موقع أوليمبيديا (الإنجليزية)